# Pejsachówka
Pejsachówka – potoczna nazwa mocnej, wytrawnej wódki żydowskiej sporządzanej najczęściej ze śliwek, z zachowaniem żydowskich przepisów rytualnych. Spożywana przez Żydów w czasie święta Paschy.